# Smoke DZA
Sean Pompey (Harlem, 8 de fevereiro de 1984), conhecido artisticamente como Smoke DZA, é um rapper norte-americano.